# بي جاي فلوريس
بي جاي فلوريس (بالإنجليزية: B. J. Flores)‏ مواليد 29 يناير 1979 في سان فرانسيسكو، هو ملاكم أمريكي.

## المسيرة الاحترافية
من نزالاته:
- خسر أمام داني غرين (ملاكم) (2010/11/17).

## إحصائيات
خاض خلال مسيرته 35 نزالا، فاز في 32 وتعادل في 1 وخسر في 2. فاز بالضربة القاضية في 20 نزالا.

## وصلات خارجية
- بي جاي فلوريس على موقع بوكس ريك (الإنجليزية) (registration required)

- الموقع الرسمي